# Brankovice
Brankovice – miejscowość i gmina (obec) w Czechach, w kraju południowomorawskim, w powiecie Vyškov. W 2022 roku liczyła 884 mieszkańców.
W miejscowości jest przystanek kolejowy Brankovice.